# Comuna Tarasivka, Novhorodka
Tarasivka (în ucraineană Тарасівка) este o comună în raionul Novhorodka, regiunea Kirovohrad, Ucraina, formată din satele Kozîrivka, Olhivka și Tarasivka (reședința).

## Demografie
Componența lingvistică a comunei Tarasivka
     Ucraineană (98,37%)
     Rusă (1,63%)
Conform recensământului din 2001, majoritatea populației comunei Tarasivka era vorbitoare de ucraineană (98,37%), existând în minoritate și vorbitori de rusă (1,63%).